# 凤港河湿地
凤港河湿地是一座正在建设的湿地公园，位于北京市通州区漷县镇，大部分地块集中在风港河南北两侧带状布置，西至张凤路，北至马务村，南至南仪阁路，东至漷小路。项目总面积约3768.4亩，其中新增造林440.1亩、改造提升3328.3亩。主要包括移植常绿乔木398株、落叶乔木554株、亚乔木36株， 新植常绿乔木3015株、落叶乔木1.2万株、亚乔木7970株、灌木3.2万株、色带717平方米、水生植物2.1万平方米、地被68.4万平方米。将同步建设配套服务设施、灌溉及电气工程等。项目总投资20731万元。。